# Französische Überseegebiete
Die französischen Überseegebiete, französisch La France d’outre-mer (deutsch auch Überseefrankreich), sind Teile des französischen Staatsgebiets außerhalb Europas. Im Wesentlichen handelt es sich dabei um ehemalige französische Kolonien. Insgesamt leben dort ungefähr 2,65 Millionen Menschen (Januar 2010).
Auf Französisch werden die Überseegebiete formell als la France d’outre-mer bezeichnet. Bis zur Verfassungsreform vom 23. März 2003 war die offizielle Bezeichnung Départements d’outre-mer – Territoires d’outre-mer beziehungsweise les Départements et Territoires d’outre-mer (DOM-TOM), was heute in der Umgangssprache noch verbreitet ist. Die französischen Überseegebiete werden heute unterschieden in 5 Überseedépartements und -regionen (DROM oder DOM-ROM), 5 Collectivités d’outre-mer (COM) sowie die Einzelfälle der Collectivité sui generis Neukaledonien, der Französischen Süd- und Antarktisgebiete (TAAF) und der Clipperton-Insel.

## Allgemeines
Alle Überseegebiete sind, unabhängig von der Einteilung in départements d’outre-mer und collectivités d’outre-mer, französisches Staatsgebiet. Alle bewohnten Überseegebiete sind in beiden Kammern des französischen Parlaments vertreten. Bei den Wahlen zur Nationalversammlung umfasst mit Ausnahme von Saint-Barthélemy und Saint-Martin, die zusammen einen einzigen Wahlkreis bilden, jedes bewohnte Überseegebiet mindestens einen Direktwahlkreis. Bei der indirekten Wahl des Senats wird in jedem bewohnten Überseegebiet mindestens ein Senator gewählt.

Flagge des französischen Überseeministeriums

Das zuständige Ministère des Outre-mer (Überseeministerium) gibt es seit 1946, als es als direkter Nachfolger des Kolonialministeriums Frankreichs, 1710 als Bureau des Colonies gegründet, entstand. Es war zeitweise mit anderen Ministerien vereint oder nur ein Minister- oder Staatssekretärsposten, seit 2012 ist es wieder eigenständig.
Unabhängig vom EU-rechtlichen Status der einzelnen Gebiete sind die in den Überseegebieten wohnhaften französischen Staatsangehörigen wie alle französischen Staatsangehörigen EU-Bürger und wahlberechtigt zum Europäischen Parlament. Bei Europawahlen bildeten zunächst alle Überseegebiete zusammen einen Wahlkreis (Circonscription Outre-Mer), in dem drei Mitglieder des Europäischen Parlaments gewählt wurden. Nachdem 2004 alle drei Sitze an Personen aus Réunion gegangen waren, war seit der Europawahl 2009 je ein Sitz für die Überseegebiete im Atlantischen, Indischen und Pazifischen Ozean reserviert. Seit der Europawahl 2019 ist ganz Frankreich einschließlich der Überseegebiete ein einziger Wahlkreis.
Nur die französischen Süd- und Antarktisgebiete und Französisch-Polynesien besitzen offizielle eigene Flaggen, Flaggen anderer Gebiete sind inoffiziell.

## Départements et régions d’outre-mer (DROM, DOM-ROM)

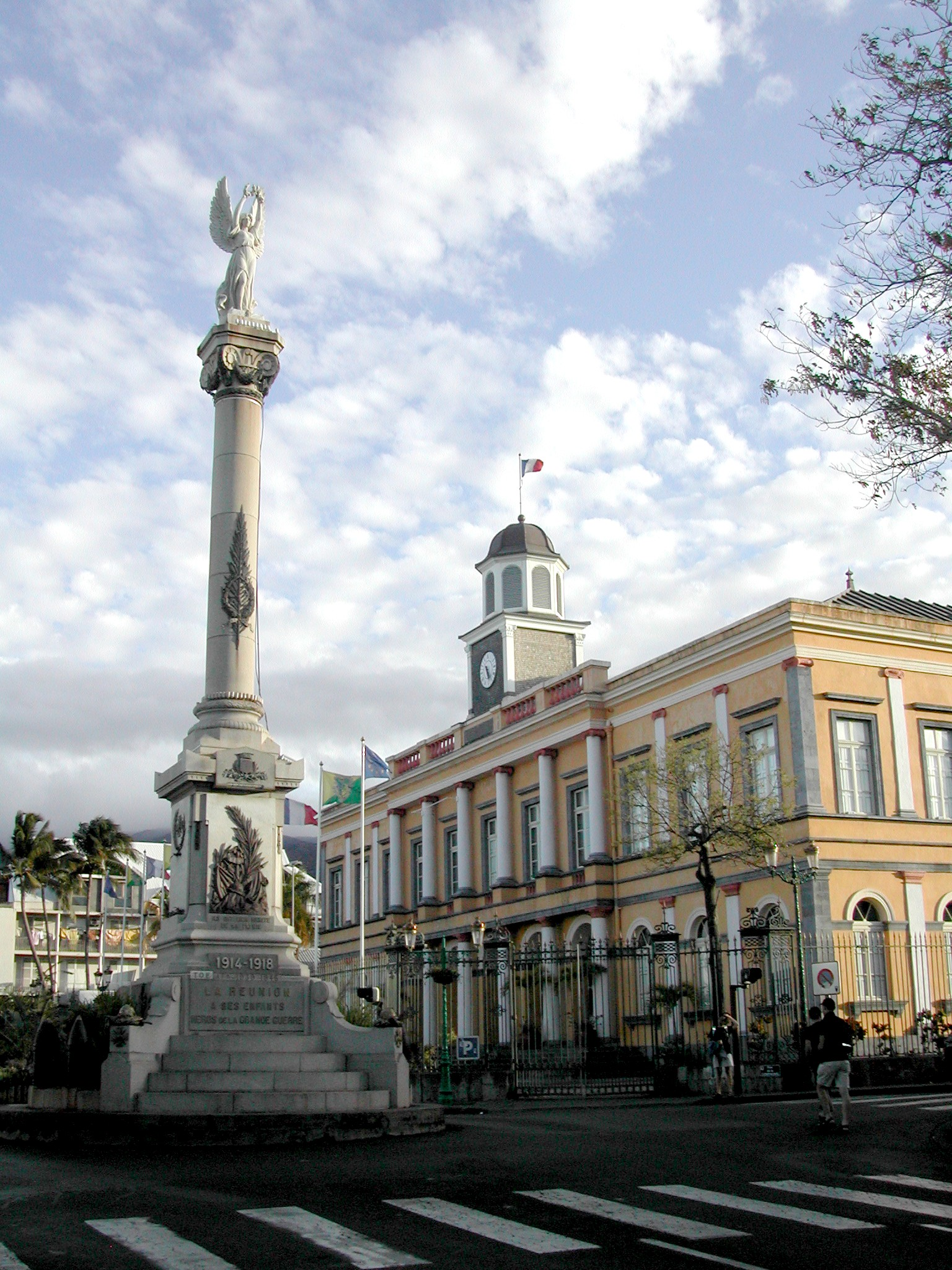
Altes Rathaus und Siegessäule in Saint-Denis, der Hauptstadt von Réunion

Die Départements et régions d’outre-mer (DROM oder DOM-ROM) haben gemäß Artikel 73 der französischen Verfassung denselben Status wie die Regionen und Départements des französischen Mutterlandes, sofern dies nicht im Einzelfall abweichend festgelegt ist. Sie gehören als „Gebiete in äußerster Randlage“ zum Gebiet der Europäischen Union, sind jedoch kein Schengen-Gebiet und gehören nicht dem Verbrauchssteuergebiet der EU an. Sie haben den Euro als Währung.
In Guadeloupe und Réunion existieren jeweils zwei deckungsgleiche Gebietskörperschaften, ein Département und eine Region, deren innere Organisation und Kompetenzen den Gebietskörperschaften der jeweiligen Ebene im Mutterland entsprechen.
In Französisch-Guayana, Martinique und Mayotte existiert jeweils eine Collectivité territoriale unique, die die Kompetenzen einer Region und eines Départements gemeinsam ausübt.
In einer Volksbefragung am 29. März 2009 befürworteten die Einwohner Mayottes mehrheitlich, dass Mayotte den Status eines Übersee-Départements und einer Übersee-Region gemäß Artikel 73 erhalten solle. Dadurch wurde Mayotte am 31. März 2011 das 101. Département Frankreichs. Mit Wirkung zum 1. Januar 2014 wurde Mayotte analog zu den anderen Überseedépartements auch zu einem "Gebiet in äußerster Randlage" innerhalb der Europäischen Union.

## Collectivités d’outre-mer (COM)
Die Collectivités d’outre-mer sind seit der Verfassungsrevision von 2003 diejenigen Überseegebiete, die einen individuellen Sonderstatus gemäß Artikel 74 der französischen Verfassung genießen. Dieser durch eine Loi organique festgelegte Sonderstatus legt sowohl fest, inwiefern die französischen Gesetze dort Gültigkeit haben, als auch, welche Kompetenzen die Organe der jeweiligen Collectivité d’outre-mer autonom ausüben. In allen nicht autonom ausgeübten Kompetenzbereichen, vor allem außen- und verteidigungspolitisch ist auch in den COM der französische Zentralstaat zuständig.
Bis 2003 war in Artikel 74 der Verfassung von Territoires d’outre-mer (TOM) die Rede. Zu dieser Gruppe gehörten ursprünglich auch die afrikanischen Kolonien. Nach der Unabhängigkeit der meisten afrikanischen Kolonien und der Gewährung des verfassungsrechtlichen Sonderstatus Neukaledoniens durch die Verfassungsrevision von 1998 blieben nur noch Französisch-Polynesien, Mayotte, Saint-Pierre und Miquelon und Wallis und Futuna als TOM mit Selbstverwaltung übrig. Für diese wurde in der Verfassungsrevision von 2003 die Bezeichnung COM eingeführt. Seit dem 15. Juli 2007 sind auch Saint-Barthélemy und Saint-Martin, die bis dahin als Gemeinden zum Überseedépartement Guadeloupe gehörten, Collectivités d’outre-mer. Mayotte hingegen wurde am 31. März 2011 von einer Collectivité d’outre-mer zu einer vollintegrierten Collectivité unique für Überseedépartement und Überseeregion.
Saint-Barthélemy, Saint-Martin und Saint-Pierre und Miquelon sind institutionell ähnlich wie die Gebietskörperschaften des französischen Mutterlandes organisiert. Die Volksvertretung ist jeweils der Conseil territorial, die Exekutive der von diesem aus seinen Reihen gewählte Conseil exécutif, der aus dem Präsidenten des Conseil territorial, den Vizepräsidenten und weiteren Mitgliedern besteht. Sie üben ähnliche Aufgaben wie Départements und Regionen aus. Während Saint-Pierre und Miquelon zwei Gemeinden umfasst, üben Saint-Barthélemy und Saint-Martin auch die Aufgaben der Gemeindeebene selbst aus.
Französisch-Polynesien besitzt gemäß dem Sonderstatut von 2004 erweiterte Autonomie unter der Bezeichnung pays d’outre-mer mit dem Recht, eigene lois du pays zu verabschieden, die den Status von Verwaltungsakten haben. Organe sind die Assemblée de la Polynésie française als Volksvertretung und die dieser gegenüber verantwortliche Regierung (gouvernement) unter dem Vorsitz des von der Volksvertretung gewählten Präsidenten von Französisch-Polynesien (président de la Polynésie française). Französisch-Polynesien ist in Gemeinden gegliedert.
Wallis und Futuna besitzen seit 1961 ein Sonderstatut, demzufolge die öffentliche Gewalt zwischen dem französischen Staat, der durch dieses Sonderstatut neu geschaffenen französischen Gebietskörperschaft Territoire des îles Wallis et Futuna und einheimischen gewohnheitsrechtlichen Strukturen aufgeteilt ist. Volksvertretung der Gebietskörperschaft ist die Assemblée territoriale, während der von der französischen Regierung ernannte Administrateur supérieur sowohl als Vertreter der französischen Regierung die Aufgaben des Staates in Wallis und Futuna wahrnimmt als auch als chef du territoire Oberhaupt der Gebietskörperschaft und für die Ausführung der Beschlüsse der Territorialversammlung zuständig ist. Unterhalb der Territorialebene existieren drei Königreiche (royaumes) mit nach einheimischem Gewohnheitsrecht gewählten Königen (rois coutumiers).
Saint-Martin gehört als einzige COM als „Gebiet in äußerster Randlage“ zum Gebiet der Europäischen Union, während die übrigen COM zu den mit der EU assoziierten „Überseeischen Ländern und Hoheitsgebieten“ der EU-Mitgliedstaaten gehören. Saint-Barthélemy, das zuvor wie Saint-Martin zum Gebiet der Europäischen Union gehörte, ist seit dem 1. Januar 2012 ebenfalls assoziiertes Gebiet der EU. Alle COM liegen außerhalb der Schengen-Zone. In Saint-Martin, Saint-Barthélemy sowie Saint-Pierre und Miquelon gilt als Währung der Euro, in Französisch-Polynesien sowie Wallis und Futuna der CFP-Franc.

## Neukaledonien
Neukaledonien hat seit dem Abkommen von Nouméa und der Verfassungsrevision von 1998 einen in den Artikeln 76 und 77 der französischen Verfassung und der auf diesen beruhenden loi organique von 1999 festgeschriebenen Sonderstatus und wird auch als „Collectivité sui generis“ bezeichnet.
Neukaledonien gehört EU-rechtlich zu den mit der EU assoziierten „Überseeischen Ländern und Hoheitsgebieten“. Es liegt außerhalb der Schengen-Zone und verwendet den CFP-Franc als Währung.

## Gebiete ohne ständige Einwohner

### Terres australes et antarctiques françaises (TAAF)
Die Französischen Süd- und Antarktisgebiete haben eine eigene Verwaltung in Saint-Pierre auf Réunion. Rechtlich gesehen sind die TAAF ein Überseegebiet mit besonderem Status. Das Territorium umfasst die Inseln Amsterdam und Saint-Paul, die Crozetinseln, Kerguelen sowie das auf dem antarktischen Kontinent gelegene Adélieland, dessen Zugehörigkeit zum Territorium aufgrund des Antarktisvertrages jedoch völkerrechtlich nicht anerkannt ist. Seit dem 21. Februar 2007 gehören auch die Îles Éparses zu dem Gebiet. Das Gebiet ist bis auf acht ständig besetzte Stationen mit wechselnden Besatzungen unbewohnt.
Die TAAF gehören EU-rechtlich zu den mit der EU assoziierten „Überseeischen Ländern und Hoheitsgebieten“.

### Clipperton-Insel
Clipperton befindet sich im Staatseigentum Frankreichs. Die Insel hat keine ständigen Bewohner und darf aus Gründen des Naturschutzes ohnehin nur in Sonderfällen betreten werden.